# Stara Pecyna

Stara Pecyna (prononciation : [ˈstara pɛˈt͡sɨna]) est un village polonais de la gmina de Długosiodło dans le powiat de Wyszków de la voïvodie de Mazovie dans le centre-est de la Pologne.
Il se situe à environ 8 kilomètres au sud-ouest de Długosiodło (siège de la gmina), 17 kilomètres au nord de Wyszków (siège du powiat) et à 67 kilomètres au nord-est de Varsovie (capitale de la Pologne).
En 2006, on estimait une population de 144 habitants.

## Histoire
De 1975 à 1998, il faisait partie du territoire de la Voïvodie d'Ostrołęka